# Teletoon Retro
Ne pas confondre avec la chaîne québécoise Télétoon Rétro.
Pour les articles homonymes, voir Télétoon.
Teletoon Retro, stylisé en TELETOON Retro, était une chaîne de télévision canadienne-anglophone spécialisée de dessins animés classiques diffusant 24 heures sur 24. La chaîne a été lancée le 1er octobre 2007 et détenue par Corus Entertainment.

## Histoire
Teletoon Retro en français et en anglais a débuté en tant que bloc de programmation sur Teletoon dans les deux langues. En novembre 2000, le CRTC a accordé une licence à Teletoon Canada pour une chaîne devant s'appeler Teletoon Retro en français et en anglais, mais n'a pas été lancée avant expiration de la licence. Une nouvelle demande de licence a été approuvée à l'automne 2005 et la chaîne anglophone a été lancée le 1er octobre 2007. La chaîne francophone a été lancée onze mois plus tard, le 4 septembre 2008.
Le 16 mars 2012, Bell Canada (BCE) annonce son intention de faire l'acquisition d'Astral Média. incluant ses parts dans Télétoon, pour 3,38 milliards de dollars. La transaction a été refusée par le CRTC. Bell Canada a alors déposé une nouvelle demande et annonce le 4 mars 2013 qu'elle vend ses parts dans Historia, Séries+ et Télétoon à Corus Entertainment, alors que Shaw Media vendra aussi ses parts dans les deux chaînes à Corus, devenant seul propriétaire, sous approbation du CRTC.
Le 27 juin 2013, le CRTC approuve la demande d'acquisition d'Astral par Bell. Historia, Séries+ et Télétoon sont donc vendus à Corus, dont la transaction a été approuvé le 20 décembre 2013, et complété le 1er janvier 2014.
La version haute définition de la chaîne a été lancée le 1er mars 2014, d'abord chez le distributeur Cogeco.
En août 2015, le site web de la chaîne annonce sa fermeture pour le 1er septembre 2015. La fermeture a été structurée afin que la chaîne soit remplacée chez certains câblodistributeurs par Cartoon Network (Canada) ou Disney Channel (Canada), rendant finalement les deux chaînes disponibles.

## Identité visuelle

### Logos

Logo de Teletoon Retro jusqu'en 2013.
Logo de Teletoon Retro du 4 février 2013 au 31 août 2015.